# Unión Lara
Unión Lara Fútbol Club – wenezuelski klub piłkarski z siedzibą w mieście Barquisimeto.

## Osiągnięcia
- Mistrz Wenezueli: 1965
- Udział w Copa Libertadores: 1966

## Historia
Klub założony pod nazwą Lara Fútbol Club, potem zmienił nazwę na Deportivo Lara. Klub w swoim pierwszoligowym debiucie w 1965 roku zdobył mistrzostwo Wenezueli - jak się później okazało, jedyne w historii klubu. Historycznego wyczynu dokonała drużyna w składzie: Ronald Terán, Vianna, George, Didi II, "Chicho" Capote, Paulinho, Nay, Trapatoni, Becerra, Arijorio, Zequihna oraz Rafael Naranjo.
Dnia 15 października 1985 roku nastąpiła kolejna zmiana nazwy na Unión Deportiva Lara, a w 1999 roku na Unión Lara Fútbol Club. W 1971 roku klub Lara spadł z pierwszej ligi. W 1978 roku wrócił do pierwszej ligi jako Deportivo Lara. W 1984 roku z niewiadomych przyczyn nie zagrał w pierwszej lidze, a ponownie pojawił się w niej w 1986 roku. W 1996 roku Lara spadł do drugiej ligi. W 2000 roku nastąpił kolejny powrót do najwyższej ligi. Jednak już w 2003 roku klub ponownie spadł z pierwszej ligi (po przegranym barażu z Mineros Guayana) i do dziś gra w drugiej lidze wenezuelskiej.